# 加美町立小野田中学校
加美町立小野田中学校（かみちょうりつ おのだちゅうがっこう）は、宮城県加美郡加美町字中原にあった公立中学校。

## 概要
周囲は小野田地区の田園地帯で、近くには、やくらい文化センターがある。街の喧騒から離れた静かな環境の中にあって、通学区域は東西約20km、南北約7kmで、西部は豪雪地帯となっており、約半数の生徒がスクールバスで通学する。恵まれた敷地の中に、天文台、400mトラック、プール、視聴覚ホール、ランチルーム等、施設設備が充実している。

## 沿革
- 1987年（昭和62年） - 小野田町立東小野田中学校と小野田町立西小野田中学校が統合して小野田町立小野田中学校として開校。
- 2003年（平成15年） - 3町の合併により、加美町立小野田中学校となる。
- 2023年 3月31日 - 加美町立鳴峰中学校に統合され閉校。

## 校訓
向上　敬愛　強健。

## 教育目標
個性を生かしながら自ら学ぶ意欲をもち，社会の変化に主体的に対応できる心豊かでたくましい生徒を育成する。

## 学区
雷、小野田城内、上区、中区、下区、北区、下野目、中嶋、月崎、東鹿原のうち小山、漆沢、門沢、芋沢、小瀬、原、長清水、西上野目、味ヶ袋、東上野目、原町（以下を除く：芋沢柏木平）、北鹿原、南鹿原、東鹿原（以下を除く：小山）、芋沢のうち、芋沢柏木平

## 著名な出身者
- 佐々木力 - 中国科学院教授、東京大学教養学部教授。
- 石山敬貴 - 衆議院議員、加美町長

## アクセス
- 東日本旅客鉄道/奥の細道湯けむりラインの西古川駅より11km